# Canton de Saint-Anthème
Le canton de Saint-Anthème est une ancienne division administrative française située dans le département du Puy-de-Dôme en région Auvergne.

## Géographie
Ce canton est organisé autour de Saint-Anthème dans l'arrondissement d'Ambert. Son altitude varie de 679 m (Grandrif) à 1 424 m (Grandrif) pour une altitude moyenne de 935 m.

## Histoire
De 1833 à 1848, les cantons de Saint-Anthème et de Viverols avaient le même conseiller général. Le nombre de conseillers généraux était limité à 30 par département.
Le canton est supprimé à la suite du redécoupage des cantons du Puy-de-Dôme, appliqué le 25 février 2014 par décret. Les 5 communes intègrent le canton d'Ambert.

## Représentation

### Conseillers généraux de 1833 à 2015
| Période | Période      | Identité                                        | Étiquette    | Qualité |
| ------- | ------------ | ----------------------------------------------- | ------------ | --- |
| 1833    | 1836         | Jean-François Imbert (1777-1855)                |              | Notaire, maire de Viverols                                                                                          |
| 1836    | 1848         | Mathieu Jean-Baptiste Alcide Perret (1800-1884) |              | Médecin, juge de paix Maire de Saint-Anthème, conseiller d'arrondissement                                           |
| 1848    | 1852         | Claude Chénéraille                              |              | Notaire |
| 1852    | 1866         | Benoît Chatelus                                 |              | Ingénieur des Mines, maire de Saint-Anthème Chef de la Division des Chemins de Fer au Ministère des Travaux Publics |
| 1866    | 1871         | Michel Maisonneuve (1805-1873)                  |              | Avoué, maire d'Ambert                                                                                               |
| 1871    | 1890         | Louis Blancheton                                | Républicain  | Maire de Saint-Anthème (1866-1884)                                                                                  |
| 1890    | 1901         | Camille Chapot                                  | Républicain  | Docteur en médecine Maire de Saint-Anthème (1884-1900)                                                              |
| 1901    | 1910 (décès) | Louis Blancheton                                | PRRRS        | Maire de Saint-Anthème (1900-1904)                                                                                  |
| 1910    | 1940         | Eugène Chassaing                                | PRRRS        | Médecin à Ambert Député (1909-1919 et 1924-1930) Sénateur (1930-1940) Président du Conseil Général (1935-1940)      |
|         |              |                                                 |              | |
| 1942    | 1944 (décès) | André Col (1864-1944)                           | PRRRS        | Conseiller d'arrondissement, maire de Saint-Romain Nommé conseiller départemental en 1942                           |
|         |              |                                                 |              | |
| 1945    | 1964         | Eugène Chassaing                                | PRRRS        | Député (1946-1955) Président du Conseil général (1949-1964)                                                         |
| 1964    | 1969 (décès) | Pierre Barry (1884-1969)                        | UNR puis UDR | Ingénieur de l'Ecole des Mines de Paris Maire de Saint-Anthème                                                      |
| 1970    | 1994         | André Col                                       | RI puis UDF  | Expert foncier Maire de Saint-Anthème                                                                               |
| 1994    | 2008         | Henri Jury                                      | PS           | Négociant en matériaux Maire de Saint-Anthème (1983-2001)                                                           |
| 2008    | 2015         | Alain Faure                                     | DVG          | Exploitant agricole, sylviculteur Maire de La Chaulme                                                               |

### Conseillers d'arrondissement (de 1833 à 1940)
| Période                                  | Période      | Identité                            | Étiquette | Qualité |
| ---------------------------------------- | ------------ | ----------------------------------- | --------- | --- |
| 1833                                     | 1836         | Mathieu Jean Baptiste Alcide Perret |           | Juge de paix à Saint-Anthème                                                                                |
| 1836                                     | 1848         | Pierre Mathieu Thomas Col           |           | Maire de Saint-Anthème                                                                                      |
| 1848                                     | 1867         | Robert Simon                        |           | Huissier |
| 1867                                     | 1871         | Auguste Couchard                    |           | Licencié en droit, notaire à Saint-Anthème                                                                  |
| 1871                                     | 1877         | Jean Marie Gagnière                 |           | Maire de Saint-Anthème                                                                                      |
| 1877                                     | 1895         | Marcellin Mouhet                    |           | Expert-géomètre, propriétaire à Grandrif                                                                    |
| 1895                                     | 1898 (décès) | Blaise Chassagnol                   |           | Maire de Grandrif                                                                                           |
| 1898                                     | 1919         | Félix Charlet                       | Radical   | Maitre d'hôtel à Saint-Anthème                                                                              |
| 1919                                     | 1940         | André Col                           | Radical   | Maire de Saint-Romain                                                                                       |
| 1940                                     |              |                                     |           | Les conseils d'arrondissement ont été suspendus par la loi du 12 octobre 1940 et n'ont jamais été réactivés |
| Les données manquantes sont à compléter. |              |                                     |           | |

## Composition
Le canton de Saint-Anthème groupait 5 communes et comptait 1 489 habitants en 2012 (population municipale).
| Nom                       | Code Insee | Intercommunalité          | Population (dernière pop. légale) |
| ------------------------- | ---------- | ------------------------- | --------------------------------- |
| Saint-Anthème (chef-lieu) | 63319      | CC Ambert Livradois Forez | 711 (2014)                        |
| La Chaulme                | 63104      | CC Ambert Livradois Forez | 121 (2014)                        |
| Grandrif                  | 63173      | CC Ambert Livradois Forez | 177 (2014)                        |
| Saint-Clément-de-Valorgue | 63331      | CC Ambert Livradois Forez | 227 (2014)                        |
| Saint-Romain              | 63394      | CC Ambert Livradois Forez | 220 (2014)                        |

## Démographie
| 1962  | 1968  | 1975  | 1982  | 1990  | 1999  | 2006  | 2011  | 2012  |
| ----- | ----- | ----- | ----- | ----- | ----- | ----- | ----- | ----- |
| 3 006 | 2 613 | 2 240 | 1 907 | 1 638 | 1 538 | 1 535 | 1 502 | 1 489 |